# Ontong Java
Ontong Java è uno degli atolli più estesi al mondo, situato nella parte settentrionale delle Isole Salomone. Fa parte della Polinesia periferica.

## Geografia
Ontong Java è un atollo corallino situato a circa 257 km a nord dell'isola di Ysabel, nelle Isole Salomone, composto da circa 122 isolotti e da una estesa laguna di circa 1.400 km² a forma di stivale.
L'accesso dall'esterno verso la laguna stessa è difficile. La popolazione è situata nelle due maggiori isole di Luangiua e Pelau.
L'originaria foresta umida a foglia larga tropicale è stata per la maggior parte sostituita da piantagioni di palme da cocco.

## Storia

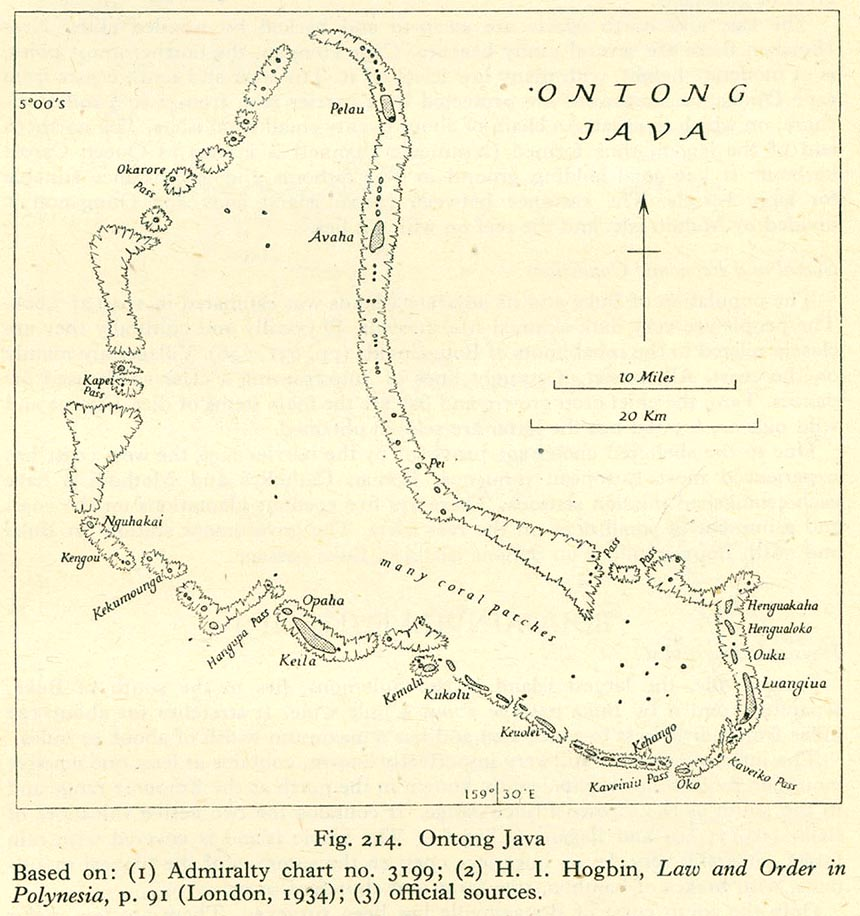
Carta nautica del 1934

Il primo europeo a visitare l'atollo fu il navigatore olandese Abel Tasman nel 1643, ma solo 148 anni dopo fu nuovamente visitato dal capitano della Marina britannica John Hunter, il quale lo battezzò Lord Howe Islands.
Sull'isola è ambientato in parte il racconto Mauki di Jack London pubblicato in italiano da Guanda nei Racconti del Pacifico, scritti dopo il viaggio che l'autore fece in nave nel Pacifico nel 1907.

## Geologia
L'atollo dà il suo nome all'omonima piattaforma oceanica d'origine vulcanica, una delle più grandi formazioni geologiche di questo tipo del mondo.

## Economia
La principale attività sull'isola è la coltivazione di noci da cocco, la produzione di copra e la pesca.